# John Wesley (Schauspieler)
John Wesley (* 3. August 1947 in Lake Charles, Louisiana; † 7. September 2019 in Los Angeles, Kalifornien) war ein US-amerikanischer Schauspieler, der nach eigenen Angaben in über 100 Filmen, Serien und 25 Theaterstücken mitgespielt hat.

## Leben
John Wesley studierte u. a. Politikwissenschaft an der University of San Diego und schloss das Studium mit einem Bachelor of Arts ab. 1977 erlangte er einen Master of Fine Arts in den Fächern Theater und Schauspiel an der University of California, San Diego. 1996 war er Gastprofessor im Fach classical theatre an der University of San Diego.
Seit 1963 war er bis zuletzt im Jahr 2019 in 120 Film- und Fernsehproduktionen zu sehen oder als Synchronsprecher beteiligt, häufig mit Auftritten in einzelnen Folgen verschiedener Serien. 
John Wesley war Direktor des Southern California Black Repertory Theatre.

## Filmografie (Auswahl)

### Filme
- 1968: Hängt ihn höher (Hang 'Em High)
- 1983: Die Football-Prinzessin (Quarterback Princess)
- 1985: Missing in Action 2 – Die Rückkehr (Missing in Action 2 – The Beginning)
- 1987: Die Zeitfalle (Timestalkers, Fernsehfilm)
- 1987: Nuts… Durchgedreht (Nuts)
- 1988: The Ripper (Jack’s Back)
- 1988: Moving – Rückwärts ins Chaos (Moving)
- 1991: Valkenvania – Die wunderbare Welt des Wahnsinns (Nothing But Trouble)
- 1992: Stop! Oder meine Mami schießt! (Stop! Or My Mom Will Shoot)
- 1994: Die kleinen Superstrolche (The Little Rascals)
- 2000: Gegen jede Regel (Remember the Titans)
- 2006: 9/11 – Die letzten Minuten im World Trade Center (9/11: The Twin Towers)

### Serien
- 1966: Solo für O.N.C.E.L. (The Man from U.N.C.L.E., Folge 3x14)
- 1983: Knight Rider (Folge 2x04)
- 1983: Die Jeffersons (The Jeffersons, Folge 10x08)
- 1985: Street Hawk (Folge 1x02)
- 1985: Ein Engel auf Erden (Folge 2x07) als Ted Tilley, Jr.
- 1986: Polizeirevier Hill Street (Hill Street Blues, Folge 7x02, 7x03)
- 1987: Stingray (Folge 2x08)
- 1987: Matlock (Folge 2x03)
- 1987: Eine schrecklich nette Familie (Married… with Children, Folge 2x12)
- 1988–1989: Dirty Dancing (11 Folgen)
- 1991: Der Prinz von Bel-Air (The Fresh Prince of Bel-Air, Folge 2x02)
- 1992: California Dreams (Folge 1x03)
- 1992: Baywatch – Die Rettungsschwimmer von Malibu (Baywatch, Folge 3x06)
- 1993: Echt super, Mr. Cooper (Hangin’ with Mr. Cooper, zwei Folgen)
- 1994–1995: Superhuman Samurai Syber-Squad (52 Folgen)
- 1997: Melrose Place (Folge 6x05)
- 1998: JAG – Im Auftrag der Ehre (JAG, Folge 4x05)
- 1998: Martial Law – Der Karate-Cop (Martial Law, Folge 1x10)
- 2002: Frasier (Folge 10x03)
- 2002: Practice – Die Anwälte (The Practice, Folge 7x07)
- 2004: Medical Investigation (Folge 1x07)
- 2005: Cold Case – Kein Opfer ist je vergessen (Cold Case, Folge 2x19)
- 2005: Medium – Nichts bleibt verborgen (Medium, drei Folgen)
- 2012: Hart of Dixie (Folge 1x13)

### Synchronisation
- 2003: Animatrix